# Bethmann (Familie)

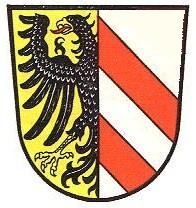
Stammwappen der Bethmann

Die Familie Bethmann ist eine seit dem 18. Jahrhundert in Frankfurt am Main ansässige Familie von Bankiers, die von 1748 bis 1983 die Bethmann Bank führten.

## Geschichte
Die Familie Bethmann stammte aus Goslar, wo sie seit 1416 nachweisbar ist und zur städtischen Oberschicht der ratsfähigen und wappenführenden Geschlechter zählte.
Der Großvater der Firmengründer, Konrad Bethmann (1652–1701), wurde 1683 Münzmeister der Fürstin von Nassau-Holzappel in Cramberg an der Lahn, 1687 Münzmeister des Deutschen Ordens in Friedberg und 1692 kurmainzischer Münzmeister in Aschaffenburg. Bei seinem Tod vererbte er ein beträchtliches Vermögen an seine Witwe Anna Elisabeth (1654–1727). Anna Elisabeth Bethmann stammte aus Minden und stand in besonderer Beziehung zum dortigen Simeon- und Mauritiusstift. Darin mag der Grund liegen, dass in den folgenden Generationen immer einer der Söhne die Vornamen Simon Moritz erhielt.
Anna Elisabeth zog als Protestantin mit ihren Kindern in das lutherische Frankfurt am Main, wo sie Verwandte hatte. Drei ihrer Töchter verheirateten sich mit Frankfurter Bürgern. Ihr Sohn Simon Moritz Bethmann (1687–1725) wurde Amtmann in Bergnassau an der Lahn. Als er starb, kehrte seine Witwe Elisabeth, geb. Thielen (1680–1757) nach Frankfurt zurück und wurde Haushälterin in der Familie ihres Schwagers, des Kaufmanns Jakob Adami (1670–1745). Dieser zog seine drei Bethmann'schen Stiefsöhne Johann Philipp (1715–1793), Johann Jakob (1717–1792) und Simon Moritz (1721–1782) auf und vermachte ihnen später die Hälfte seines Vermögens. So übernahmen Johann Philipp und Simon Moritz das Handelsgeschäft Jacob Adami, aus dem 1748 das Bankhaus Gebrüder Bethmann, die spätere Bethmann Bank, entstand. Der dritte Bruder Johann Jakob gründete eine Handelsniederlassung in Bordeaux. Er wurde später kaiserlicher Konsul in Bordeaux und begründete den noch heute bestehenden Bordelaiser Familienzweig.

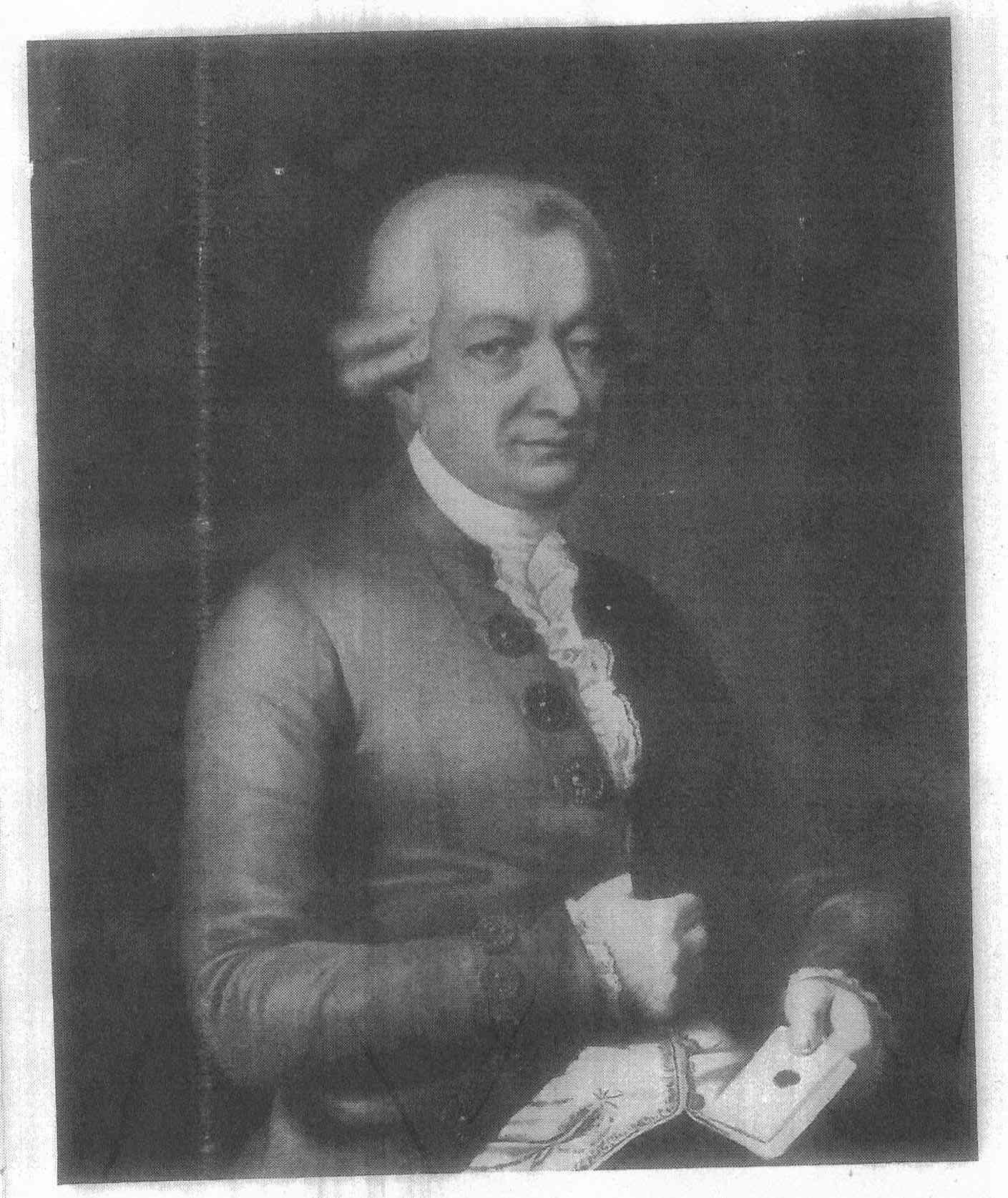
Johann Philipp (1715–1793)
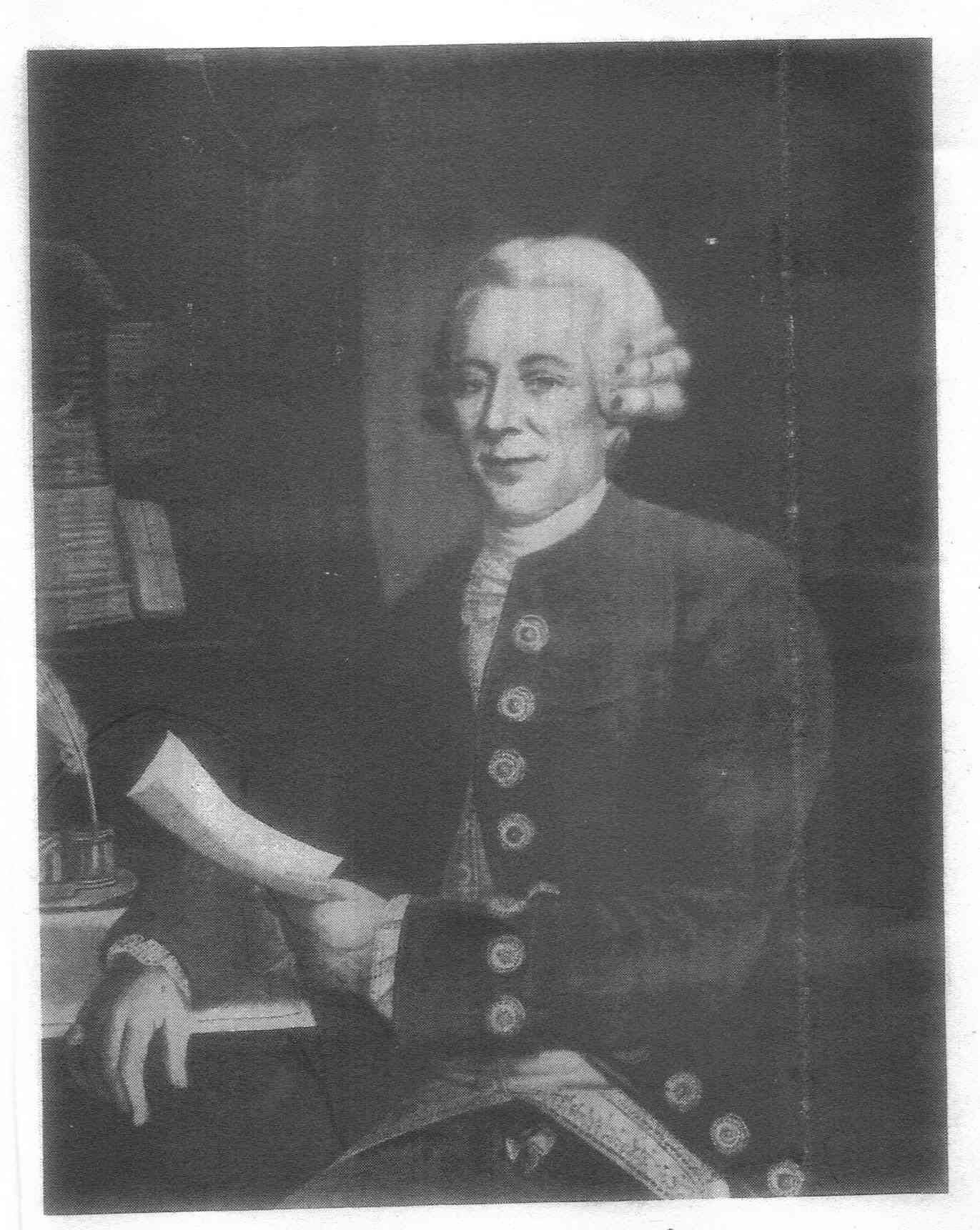
Simon Moritz (1721–1782)

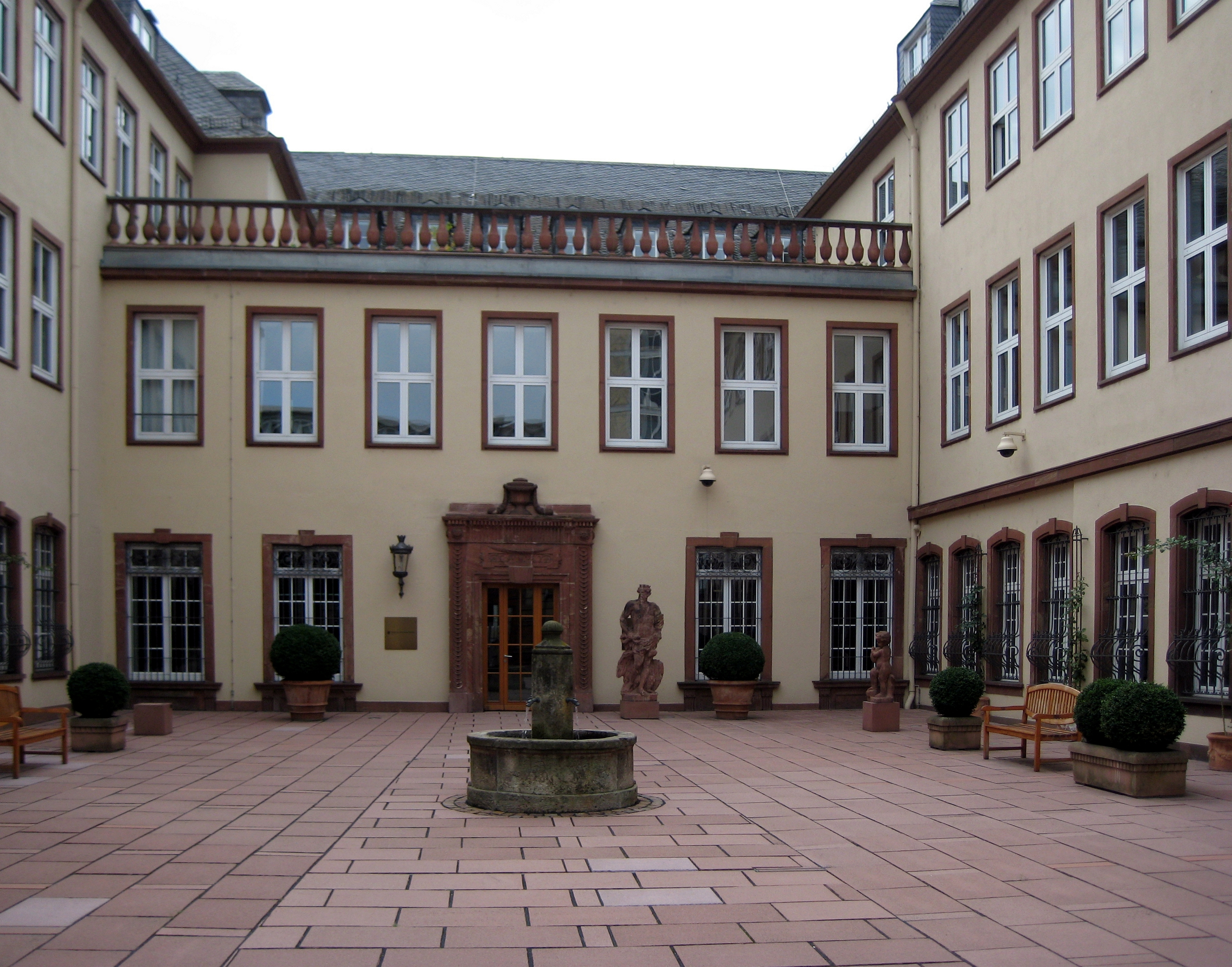
Innenhof des ehemaligen Bethmann Bankhauses

Auch wenn das Bankhaus bis in die zweite Hälfte des 19. Jahrhunderts am Warenhandel festhielt, so wandelte es sich schon bald nach seiner Gründung zu einem der führenden deutschen Bankhäuser, das nur mit dem später entstandenen Haus Rothschild zu vergleichen war. Verantwortlich dafür war insbesondere das Geschäft mit Staatsanleihen, in welches das Bankhaus 1754 einstieg. Eine aus den Niederlanden übernommene Finanzinnovation brachte 1778 den entscheidenden Durchbruch: Für das österreichische Kaiserhaus gaben die Gebrüder Bethmann erstmals im Deutschen Reich eine „Partialobligation“ heraus. Waren zuvor Anleihen nur bei einem oder sehr wenigen wohlhabenden Geldanlegern platziert worden, die diese bis zur Rückzahlung hielten, so war diese neue Anleiheform in kleine, frei handelbare Stücke unterteilt. Damit wurde nicht nur der Kreis potentieller Investoren deutlich vergrößert, sondern diesen auch die Möglichkeit gegeben, noch vor Ende der Laufzeit ihr Investment zu Geld zu machen. Mit diesem innovativen Erfolg legte das Bankhaus Bethmann den Grundstein für den modernen Rentenmarkt in Deutschland. 

Das Bethmannsche Gartenhaus, 1783 von Johann Philipp Bethmann erworben

Johann Philipp Bethmann erwarb 1783 ein kleines, 1760 erbautes Gartenhaus vor dem Friedberger Tor, das er seit 1773 bereits gepachtet hatte und ließ es zu einer geräumigen Villa umbauen, die der Familie als Sommerwohnung und ab 1855 als Hauptwohnsitz diente, das Bethmannsche Gartenhaus. Ende des Zweiten Weltkriegs brannte das Haupthaus aus, ein Teil des Ostflügels wurde wieder aufgebaut.
Während Simon Moritz kinderlos starb, hatte sein älterer Bruder Johann Philipp aus der 1762 geschlossenen Ehe mit Katharina Margarethe Schaaf (1741–1822), der Tochter des Frankfurter Schöffen und Kaiserlichen Rates Anton Schaaf, sechs Kinder, von denen vier überlebten:
1. Susanne Elisabeth (1763–1833), heiratete 1780 den Frankfurter Kaufmann Johann Jakob Hollweg (1748–1808), der nach der Heirat den Namen Bethmann Hollweg führte. Ihr Sohn Moritz August wurde später preußischer Staatsminister, 1840 erhob ihn der preußische König in den erblichen Adelsstand. Dessen Söhne Theodor (1821–1886) und Felix (1824–1900) waren Reichstagsabgeordnete, der Sohn des Letzteren, Theobald von Bethmann Hollweg, amtierte als deutscher Reichskanzler von 1909 bis 1917. Dessen Sohn Felix wurde durch seine Ehe mit Marie-Luise Gräfin zu Reventlow Landwirt auf Gut Altenhof und Gut Jersbek in Schleswig-Holstein.
2. Simon Moritz (1768–1826) wurde einer der bedeutendsten Frankfurter Bankiers, Staatsmänner und Philanthropen.
3. Maria Elisabeth (1772–1847) heiratete 1790 den Bankier Johann Jakob Bußmann (1756–1791). Dieser Ehe entstammte Auguste Bußmann. Johann Jakob starb bereits im Jahr darauf. 1797 heiratete Maria Elisabeth den emigrierten französischen Aristokraten Alexandre Victor Francois Vicomte de Flavigny (1770–1819). Ihre Tochter aus zweiter Ehe war Marie d’Agoult (1805–1876), die wiederum mehrere Kinder hatte, darunter – aus der Verbindung Maries mit Franz Liszt – auch Cosima Wagner (1837–1930).
4. Sophie Elisabeth (1774–1862).

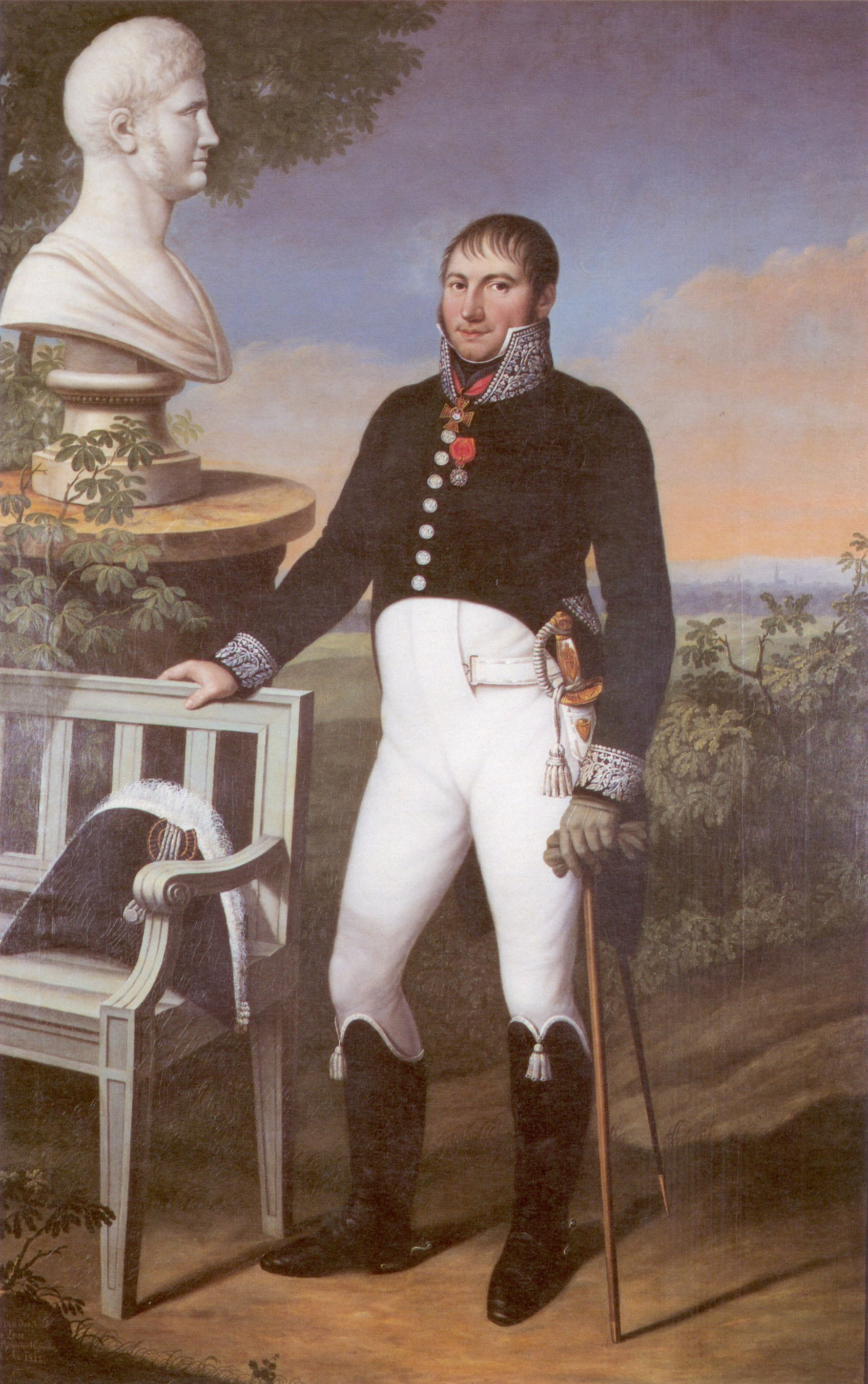
Simon Moritz von Bethmann (1768–1826)

Nach dem Tod Johann Philipp Bethmanns 1793 übernahm sein Sohn Simon Moritz die Leitung des Bankhauses. Er dehnte die Finanzgeschäfte in beträchtlichem Maße aus und begab unter anderem Anleihen für Dänemark, Österreich und Russland. Das Haus Bethmann wurde neben dem Haus Rothschild zum wichtigsten Finanzier der deutschen und europäischen Fürstenhäuser. Er nutzte seine Kontakte zu den Herrscherhäusern auch für diplomatische Missionen im Interesse seiner Vaterstadt. 1802 gelang es ihm, die französischen Kontributionsforderungen zu reduzieren. Durch sein Auftreten bei den Verhandlungen zum Reichsdeputationshauptschluss erreichte er die Säkularisation der auf Frankfurter Staatsgebiet befindlichen kirchlichen Vermögenswerte zugunsten des reichsstädtischen Fiskus. 1807 wurde er russischer Generalkonsul, 1808 von Kaiser Franz I. in den österreichischen Adelsstand erhoben. Am 31. Oktober 1813 übernachtete Kaiser Napoleon in seinem Gartenhaus. Bethmann erreichte durch Verhandlungen den friedlichen Abzug der französischen Armee aus Frankfurt. Er setzte sich für Kultur, Kunst, Wirtschaft und Wissenschaften Frankfurts in vielfältiger Weise ein. Seinen Zeitgenossen galt Simon Moritz als Erster Bürger Frankfurts, in Frankreich wurde er auch le roi de Francfort genannt. Er war seit 1810 mit der in Britisch-Guayana geborenen Niederländerin Louise Friederike geb. Boode (1792–1869) verheiratet. Nach ihr ist der Louisapark in Frankfurt benannt. Das Paar hatte vier Söhne, Moritz (1811–1877), Karl, Alexander und Heinrich († 1845). Da sie beim Tod des Vaters noch minderjährig waren, übernahmen zunächst seine Teilhaber die Leitung des Bankhauses. 1828 verheiratete sich seine Witwe mit Matthias Franz Borgnis (1798–1867).
1833 trat Moritz von Bethmann in die Leitung des Bankhauses ein. Seit Mitte der 1820er Jahre verlor das Bankhaus langsam seine führende Stellung im europäischen Anleihenhandel zugunsten des ebenfalls in Frankfurt gegründeten Bankhauses Rothschild. Während Letzteres die Finanzierung europäischer Staaten zu beherrschen begann, konzentrierte sich Bethmann nun zunehmend auf Industrieanleihen. So war die Bank im Verlauf des 19. Jahrhunderts maßgeblich an der Finanzierung des Eisenbahnbaus und der  der Dampfschifffahrt beteiligt. Ein weiterer Geschäftszweig war die Vermögensverwaltung, für europäische Monarchen ebenso wie für Bürger; so hatte sich Goethe bereits 1786 seine Italienische Reise durch das Bankhaus Bethmann finanzieren lassen. Moritz wurde 1854 preußischer Generalkonsul in der Freien Stadt Frankfurt und in den großherzoglich badischen Freiherrnstand erhoben. 1863 beherbergte er Teilnehmer des Frankfurter Fürstentages im Gartenhaus. Wie schon sein Vater war er ein großzügiger Mäzen und Förderer des Frankfurter Kunst- und Kulturlebens. Mit Maria, geb. Freiin von Bose, hatte er zwei Söhne und drei Töchter, darunter den nach dem Großvater benannten Simon Moritz, der später seine Nachfolge als Chef des Bankhauses Bethmann antrat.
Bis weit in das 20. Jahrhundert hinein konnte die Bank ihre in Deutschland führende Stellung in Vermögensfragen und in komplexen Industriefinanzierungen beibehalten. Nach dem Ersten Weltkrieg entwickelte sie sich von einer Spezialbank für Wertpapieremissionen und Vermögensverwaltung zu einer allgemeinen Geschäftsbank. 1964 wurden erste Zweigstellen eröffnet. 1976 verkaufte die Familie zusammen mit den Miteigentümern der Familie Krahnen zunächst 50 % der Bank an die Bayerische Vereinsbank und 1983 dann auch die restlichen Anteile. Nach der Fusion der Bayerischen Vereinsbank mit der Bayerischen Hypotheken- und Wechselbank wurde die Frankfurter Privatbank mit dem Münchner Bankhaus Maffei & Co. zur Bethmann Maffei AG & Co. KG zusammengeführt; nach dem Verkauf der fusionierten Privatbank an die niederländische ABN Amro im Jahr 2003 führte diese das Bankhaus mit der von ihr bereits im Jahr 2002 erworbenen Kölner Privatbank Delbrück & Co. zusammen; das fusionierte Bankhaus hieß zunächst Delbrück Bethmann Maffei AG; seit 2011 firmiert das Haus wieder als Bethmann Bank AG. Im Jahr 2011 wurde die liechtensteinische LGT Deutschland hinzuerworben, im Jahr 2014 auch das deutsche Privatkundengeschäft der Credit Suisse in die Bethmann Bank integriert.
Simon Moritz Freiherr von Bethmann (1887–1966) war mit Maximiliane Gräfin Schimmelpenninck (1889–1966) verheiratet.
An die Familie Bethmann erinnern die Bethmannstraße in der Frankfurter Altstadt, der Bethmannpark im Nordend, der Louisapark und die Bethmannschule, eine kaufmännische Berufsschule.

## Mitglieder

### Familie Bethmann
- Konrad Bethmann (1652–1701), Münzmeister
- Johann Philipp Bethmann (1715–1793), Bankier
- Johann Jakob Bethmann (1717–1792), Händler und Konsul in Bordeaux
- Simon Moritz Bethmann (1721–1782), Bankier
- Simon Moritz von Bethmann (1768–1826), Bankier, Staatsmann und Philanthrop
- Moritz Freiherr von Bethmann (1811–1877), Bankier, Generalkonsul, Mäzen

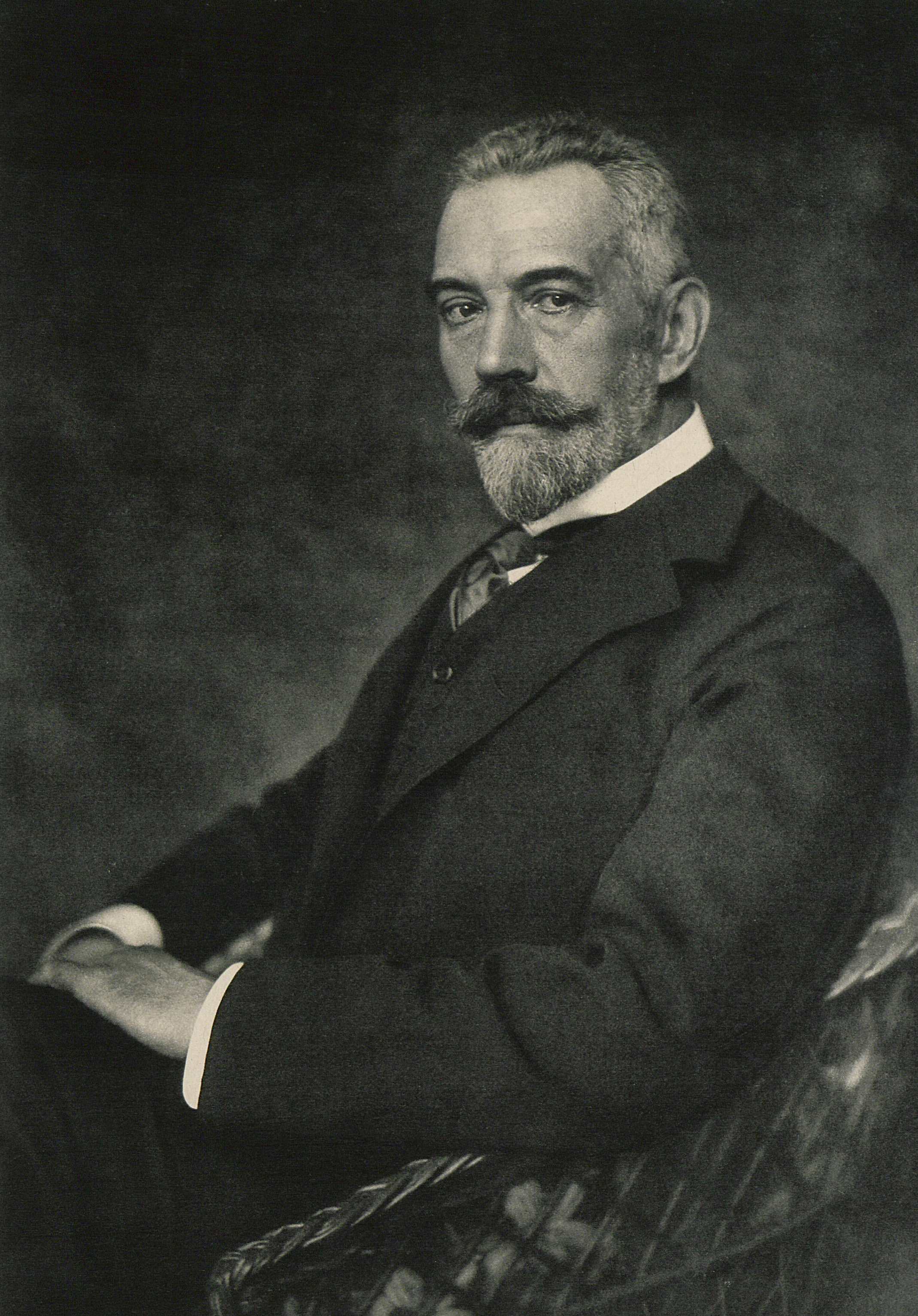
Theobald von Bethmann Hollweg (1856–1921), Reichskanzler

### Familie Bethmann Hollweg
Nachkommen von Johann Philipps Tochter Susanne Elisabeth Bethmann (1763–1833) und ihrem Ehemann Johann Jakob Hollweg (1748–1808)
- Johann Jakob Bethmann-Hollweg (1748–1808), Bankier und Geschäftsmann
- August von Bethmann-Hollweg (1795–1877), Politiker
- Theodor von Bethmann-Hollweg (1821–1886), Politiker und Mitglied des Preußischen Herrenhauses
- Felix von Bethmann Hollweg (1824–1900), Politiker, Mitglied des Preußischen Herrenhauses
- Theobald von Bethmann Hollweg (1856–1921), Politiker und Reichskanzler
- Dietrich von Bethmann Hollweg (1877–1933), Diplomat
- Joachim Albrecht von Bethmann-Hollweg (1911–2001), Eishockeyspieler

## Wappen
Das bethmannsche Wappen lässt sich bis in das Jahr 1530 zurückverfolgen. Es zeigt im gespaltenen Schild rechts in Gold den halben schwarzen Reichsadler aus dem Goslarer Stadtwappen, links in Silber zwei rote Schrägbalken. Auf dem bekrönten Helm mit rot-silbernen Decken ein schwarzer Adlerflug. Später kam noch eine Devise tuebor (lat. Ich werde schützen) hinzu. Das kombinierte Wappen derer von Bethmann-Hollweg ist ähnlich, nur ist zwischen dem Flug ein silberner kleiner Wappenschild eingestemmt, darin unter silbernem Schildhaupt neun (5:3:1) rote Rauten (= Wappen der ausgestorbenen Burggrafen von Rheineck). Auch ist der Wahlspruch anders.

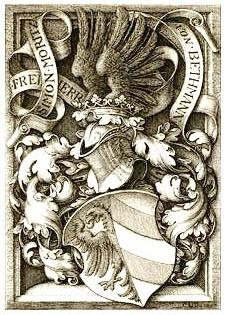
Wappen der Familie Bethmann
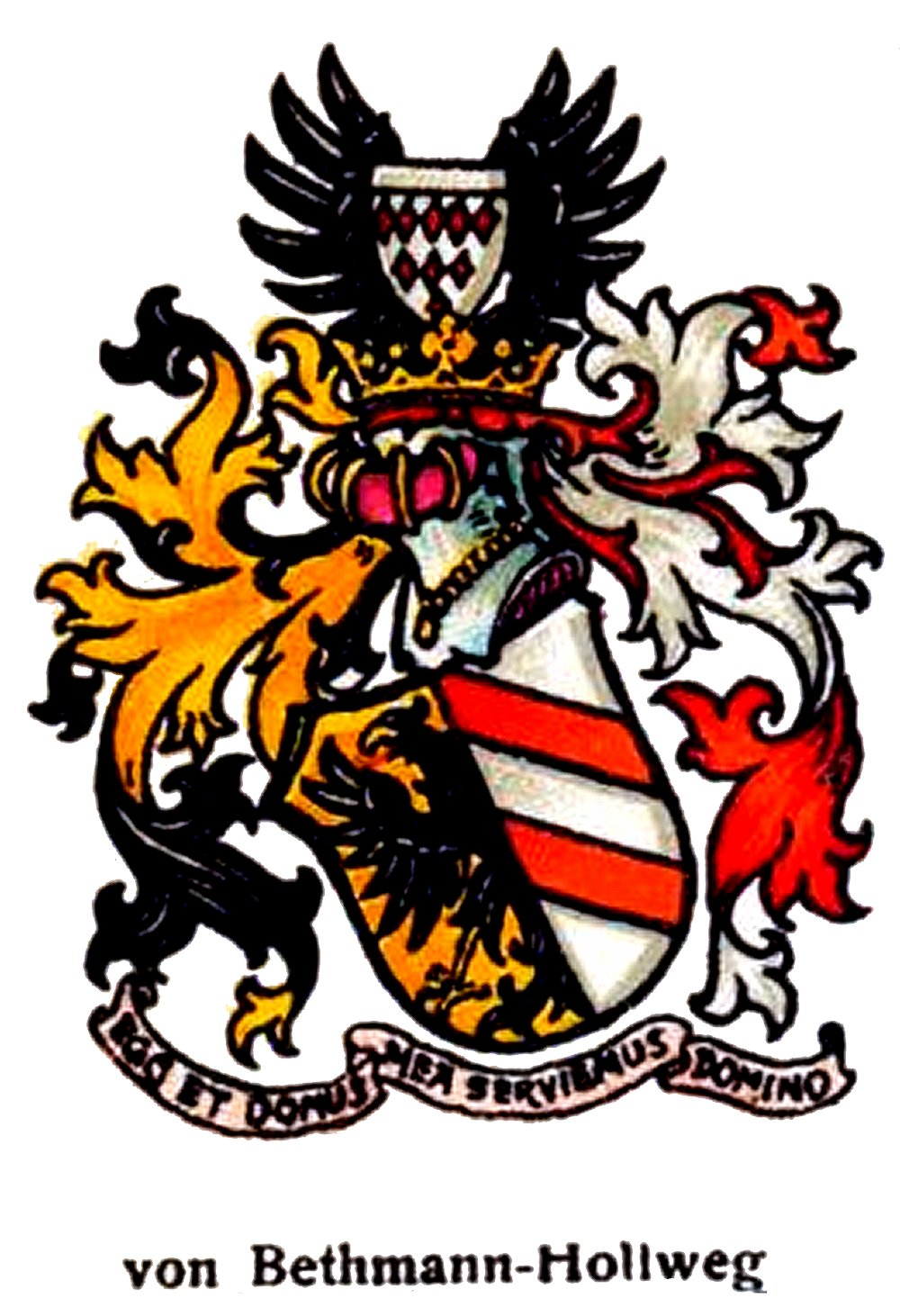
Wappen der v. Bethmann-Hollweg

## Bethmännchen

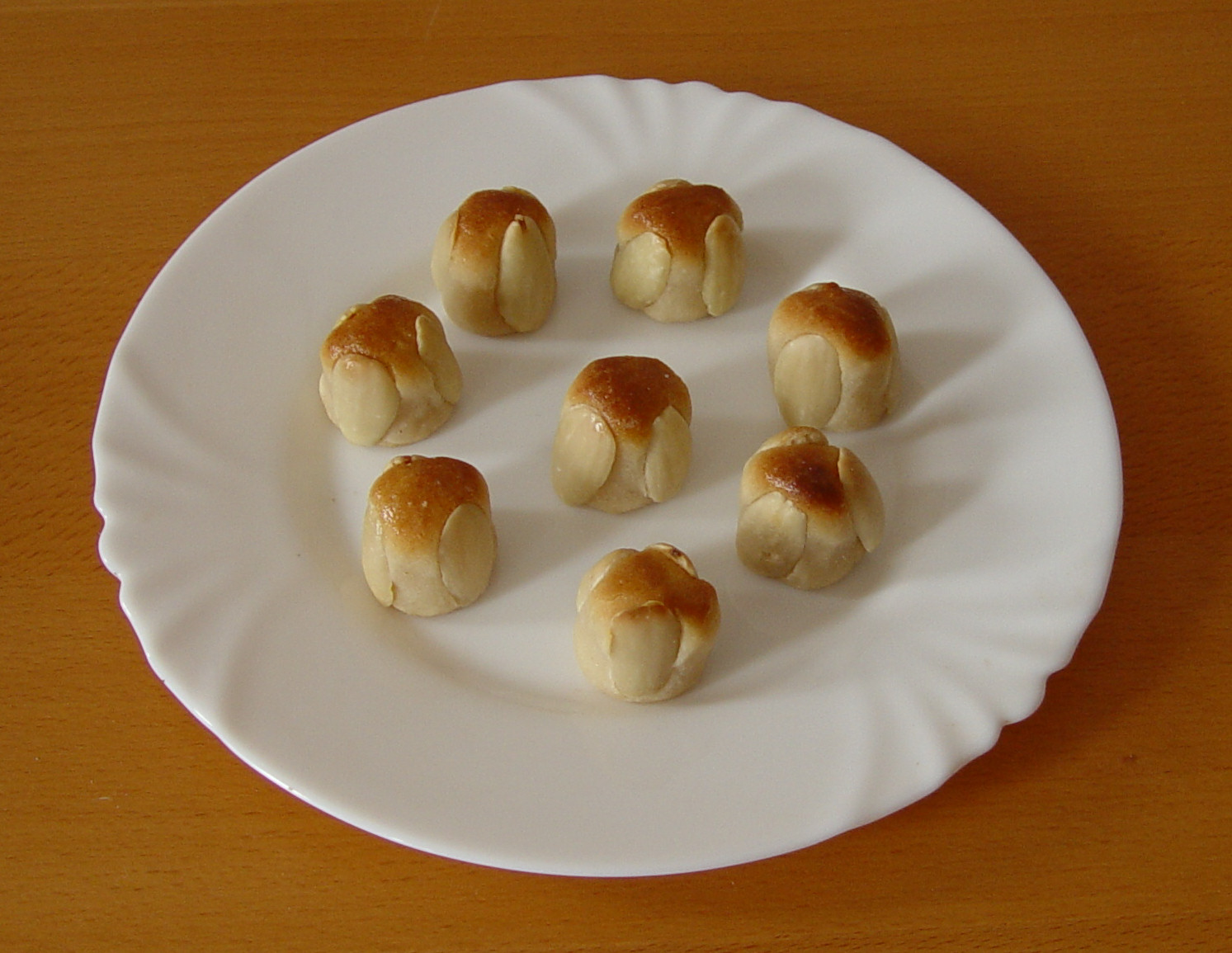
Bethmännchen

Einer Legende nach sollen die Bethmännchen, ein Konfekt aus Marzipan, im Jahr 1838 von dem Pariser Konditor Jean Jacques Gautenier erfunden worden sein, der damals Küchenchef im Hause von Simon Moritz von Bethmann war. Ursprünglich seien die Bethmännchen mit vier Mandelhälften bestückt gewesen, eine für jeden seiner vier Söhne. Nach dem Tode Heinrichs im Jahr 1845 sei fortan aber eine Mandelhälfte weggelassen worden. Diese Legende ist allerdings umstritten, zumal Simon Moritz schon 1826 verstorben war. Wahrscheinlich sind die Bethmännchen daher schon älter.